# Lena Alebo
Lena Maria Alebo, född 30 augusti 1957, är en svensk museichef och författare.
Alebo är chef för Österlens museum och har utgivit flera kulturhistoriskt inriktade skrifter.

## Priser och utmärkelser
- Lengertz litteraturpris 1994
- Rosdrottning i Simrishamn, 2013[3]
- Årets simrishamnare[4] 1994 och 2000